# Bylica draganek
Bylica draganek, bylica estragon, estragon zwyczajny (Artemisia dracunculus L.) – gatunek rośliny należący do rodziny astrowatych. Występuje jako gatunek rodzimy w dużej części Azji, w południowo-wschodniej i południowo-zachodniej Europie oraz na rozległych obszarach  Ameryki Północnej. Jako gatunek introdukowany rośnie w Europie Środkowej i Zachodniej. Wykorzystywany jest jako przyprawa i w wielu krajach jest uprawiany. Status gatunku we florze Polski: gatunek uprawiany, kenofit i efemerofit.
Spośród bylic spotykanych w Europie Środkowej wyróżnia się pojedynczymi i całobrzegimi liśćmi.

## Morfologia

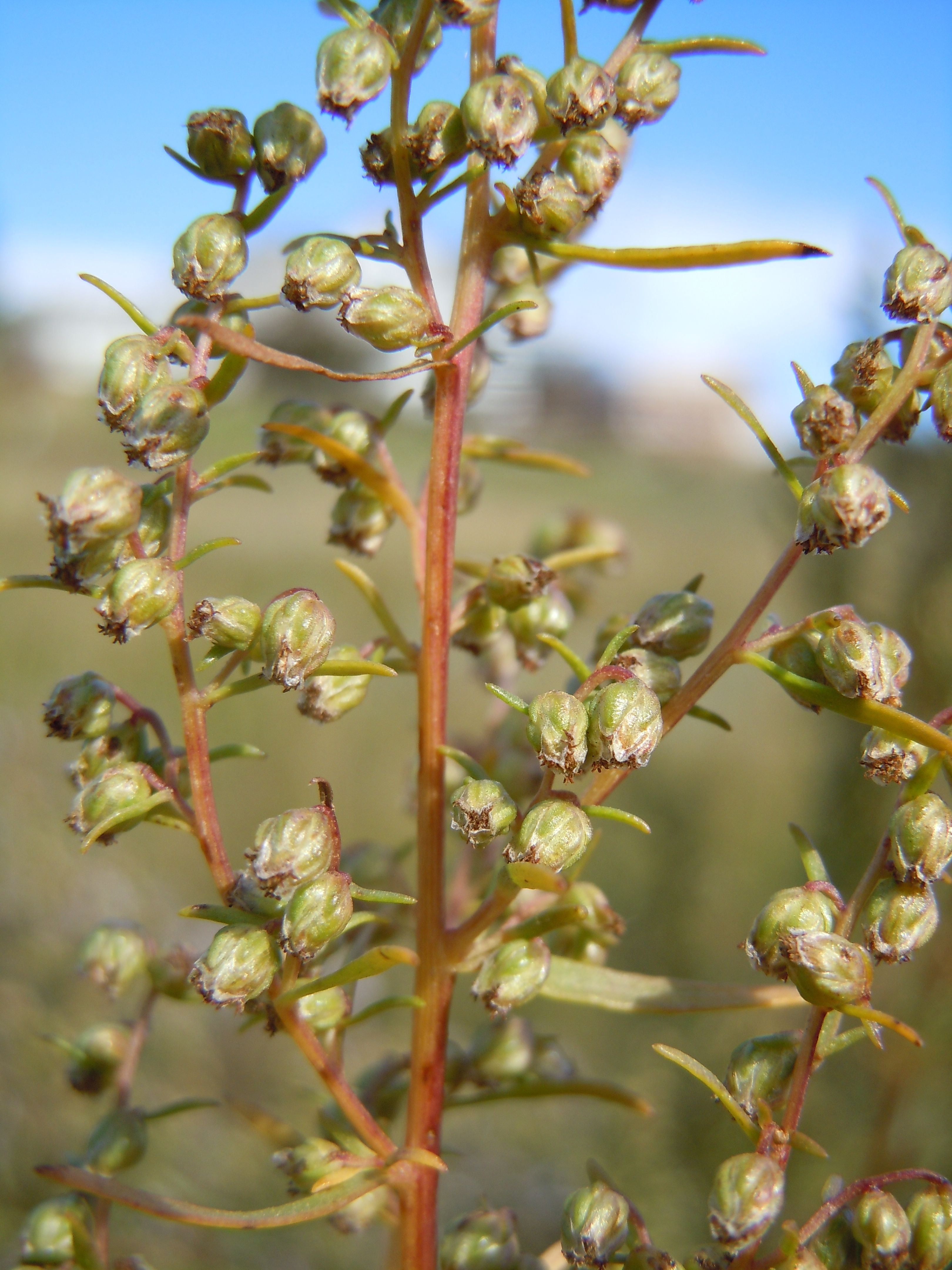
Kwiatostan

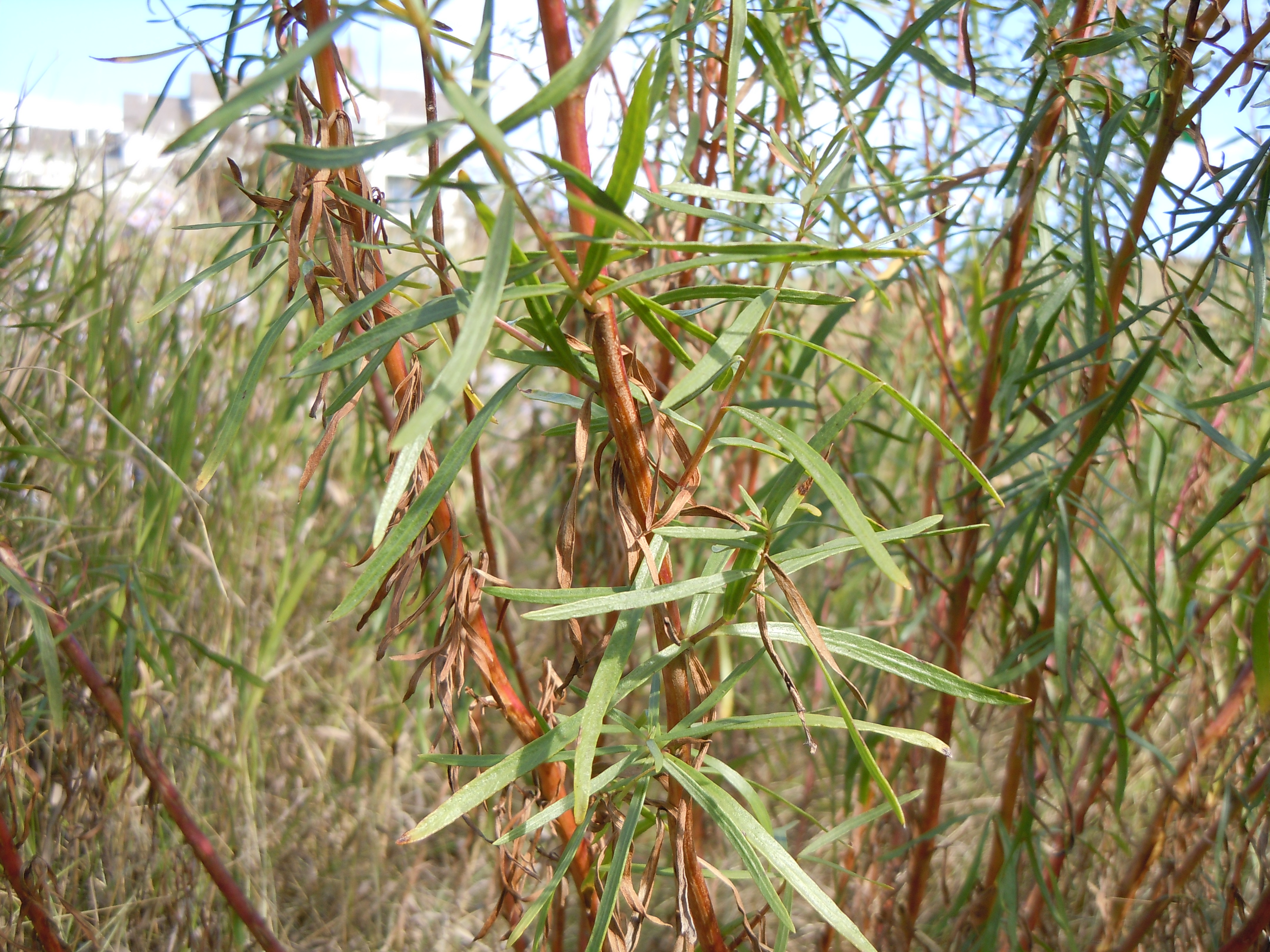
Liście

PokrójNaga, jasnozielona roślina zielna z prosto wzniesionymi łodygami wyrastającymi z cienkiego, drewniejącego kłącza, z którego wyrastają także rozłogi. Łodygi osiągają od 20 do 150 cm, rzadko do 200 cm i rozgałęziają się.
LiścieSiedzące, równowąsko lancetowate, zaostrzone, całobrzegie, o długości od 2 do 8 cm i szerokości do 1,5 mm.
KwiatyZebrane w liczne, kuliste koszyczki zwisające na szypułkach i osiągające od 2 do 4 mm średnicy. Koszyczki tworzą wiechowaty kwiatostan złożony. Okrywa koszyczka i jego dno (osadnik) są nagie. Listki okrywy są obłonione, zewnętrzne są mniejsze i lancetowate, wewnętrzne większe i jajowate. Kwiaty brzeżne w koszyczku są żeńskie, płodne. Są one nieliczne, z rurkowatą koroną zakończoną 2–3 ząbkami. Kwiaty środkowe są obupłciowe, ale płonne.
OwoceNiełupki na ścianie grzbietowej proste, podłużnie pomarszczone, na stronie brzusznej wygięte z żeberkiem.

## Biologia i ekologia
Bylina, hemikryptofit. Kwitnie od lipca do października. 
Siedliskiem tego gatunku w stanie dzikim są stepy i brzegi rzek. Dziczejąc z uprawy wyrasta zwykle na siedliskach ruderalnych – przydrożach, przypłociach, wysypiskach. Preferuje stanowiska nasłonecznione, gleby próchniczne i wilgotne. 
Liczba chromosomów 2n= 18.

## Zastosowanie

### Sztuka kulinarna
Roślina uprawna, wykorzystywana jako przyprawa. 
Estragon używany jest do zaprawiania octów ziołowych i musztardy, kiszenia ogórków i kapusty. Świeże ziele można dodawać do sałatek oraz zup. Poprawia smak niesłonych potraw, z tego względu jest stosowany w diecie bezsolnej. Zalecany jest do drobiu, ryb i potraw z jajek. 
Estragonu nie należy gotować.

### Roślina lecznicza
Stosowany jest jako roślina lecznicza najczęściej w mieszankach ziołowych.
- Surowiec zielarski: ziele estragonu (Herba Dracunculi), w jego skład wchodzą olejki eteryczne do 0,8% (m.in. estragol), gorycze, garbniki, karoteny i dużo soli mineralnych, w tym jod[8].
- Działanie: lekko moczopędne; wzmaga wydzielanie soków trawiennych i uzupełnia braki witaminy A[9]. Stosuje się go przy kuracjach wzmacniających, przy braku apetytu lub też przy zaburzeniach żołądkowych. Jednak jego działanie jest słabe, stąd też używa się go najczęściej w mieszankach ziołowych[9].
- Zbiór i suszenie: ziele zbiera się następnego roku. Należy ściąć pędy długości 20–30 cm przed kwitnieniem (kolejne zbiory w miarę odrastania pędów) i suszyć związane w niewielkie pęczki.

## Uprawa
W czasie surowych zim w Polsce może przemarzać (strefy mrozoodporności 6-9). Dlatego też przed zimą ścina się ją przy ziemi i okrywa. Najłatwiej rozmnażać roślinę przez podział starszych roślin wykopanych w tym celu w kwietniu lub maju. Każda oddzielona sadzonka powinna mieć pęd z korzeniami. Nie wymaga specjalnej pielęgnacji, wystarczy odchwaszczać i podlewać.